# 당연직 위원
당연직 위원은 다른 직책을 갖는다는 이유로 그 소속의 기구(이사회, 위원회, 협의회)를 말한다. 직권상정(ex officio)이라는 용어는 라틴어로, 문자 그대로 '사무실로부터'를 의미하며, 의도된 의미는 '직권상정'이며, 로마 공화국으로 거슬러 올라간다.
《로버트 토의절차 규칙》에 따르면, 이 용어는 한 사람의 신체 구성원이 되는 방법만을 나타낸다. 따라서, 당연직 위원의 권리는 규정이나 내규에 달리 명시되지 않는 한 다른 위원과 정확히 같다. 그것은 직책이 직책을 맡고 있는 개인이 아니라 직권을 가지고 있는 직책을 지칭한다는 개념과 관련이 있다. 일부 그룹에서는 당연직 위원이 투표를 자주 회피할 수 있다.
반대되는 개념은 이중적 명령으로, 비록 이 사무실들은 그 자체로는 관련이 없지만, 같은 사람이 두 개의 사무실(또는 그 이상)을 가질 때, 그리고 두 개의 주가 같은 왕권을 공유할 때 개인적인 결합이다.

## 수익 및 비영리 목적
당연직 구성원 자격(예: 위원회 또는 이사회)은 비영리 협회의 내규 또는 기타 권한 문서에 의해 정의된 대로이다. 예를 들어, 내규는 임명 위원회를 제외하고 조직의 회장이 모든 위원회의 당연직 위원이 되도록 규정하는 경우가 매우 많다.